# مارتن تشافيز
مارتن تشافيز هو سياسي أمريكي، ولد في 2 مارس 1952 في ألباكركي في الولايات المتحدة. نشط حزبياً في الحزب الديمقراطي. وقد انتخب عضو مجلس ولاية نيومكسيكو ‏ وانتخب عمدة ألباكركي ‏ (1 ديسمبر 1993 – 30 نوفمبر 1997) وانتخب عمدة ألباكركي ‏ (1 ديسمبر 2001 – 30 نوفمبر 2009).